# 가산서원
가산서원(佳山書院)은 대한민국 전라남도 장성군에 위치한 조선 시대의 서원이다. 고려의 문신 이제현과 그의 8대손인 조선 문신 이항복 등을 제향하고 있다.